# Mammillaria surculosa
Mammillaria surculosa ist eine Pflanzenart aus der Gattung Mammillaria in der Familie der Kakteengewächse (Cactaceae). Das Artepitheton surculosa bedeutet ‚reich verzweigt‘.

## Beschreibung
Mammillaria surculosa wächst einzeln oder auch reich verzweigt, mit kräftiger Pfahlwurzel. Die kugeligen Triebe sind dunkelgrün. Sie werden 3 Zentimeter hoch und bis zu 2 Zentimeter im Durchmesser groß. Die verjüngt-zylindrisch geformten, schlaffen Warzen führen keinen Milchsaft. Sie sind weichfleischig und haben etwas gerundete Spitzen. Die Axillen sind nackt. Ein bernsteingelber, nadeliger Mitteldorn ist vorhanden. Er ist gehakt mit dunkler Spitze und ist 2 Zentimeter lang. Die bis zu 15 Randdornen sind weiß und 8 bis 10 Millimeter lang.
Die trichterigen, schwefelgelben Blüten duften angenehm. Sie messen bis zu 1,8 Zentimeter im Durchmesser. Die grünen bis grünlich braunen Früchte enthalten braune Samen.

## Verbreitung, Systematik und Gefährdung
Mammillaria surculosa ist in den mexikanischen Bundesstaaten San Luis Potosí und Tamaulipas verbreitet.
Die Erstbeschreibung erfolgte 1931 durch Friedrich Bödeker. Nomenklatorische Synonyme sind Dolichothele surculosa (Boed.) Backeb. (1951) und Ebnerella surculosa (Boed.) Buxb. (1951).
In der Roten Liste gefährdeter Arten der IUCN wird die Art als „Endangered (EN)“, d. h. als stark gefährdet geführt.

## Nachweise